# Sengés
Sengés ist ein brasilianisches Munizip im Osten des Bundesstaats Paraná. Es hat 17.270 Einwohner (2022), die sich Sengeaner nennen. Seine Fläche beträgt 1.441 km². Es liegt 592 Meter über dem Meeresspiegel.

## Etymologie
Der Name stammt geht auf den Chefkonstrukteur der Eisenbahnlinie von São Paulo nach Rio Grande do Sul, Gastão Sengés, zurück.

## Geschichte

### Besiedlung
Durch Sengés verlief der Caminho de Sorocaba, auf dem Vieh und andere Handelsgüter wie zum Beispiel Erva-mate aus Rio Grande do Sul von Viamão zur Messe in Sorocaba transportiert wurden. Entlang dieser Straße wurden seit ihrer Einführung in der Mitte des 18. Jahrhunderts Dutzende von Städten gegründet.
Die ersten Bewohner des Gebiets von Sengés waren João Camilo Barbosa und Manoel Alexandre, die um 1893 an den Ufern des Jaguaricatu-Flusses ankamen. Sie begannen mit dem Anbau von Mais und der Aufzucht von Rindern und Schweinen. Ausschlaggebend für die Entstehung der künftigen Gemeinde war der rege Verkehr von Maultiertransporten, die in Rio Grande do Sul starteten und am Jaguaricatu Halt machten, wo die Maultiertreiber Nahrung und Unterkunft zum Ausruhen suchten. So entstanden Handelsniederlassungen, wie die von Joaquim Ferreira Lobo, die wesentlich zur Gründung der Stadt beitrugen.

### Bau der Eisenbahn
Im Jahr 1908 wurde die Eisenbahnlinie São Paulo nach Rio Grande eröffnet, die später Rede Ferroviária Federal S/A hieß und in diesem Abschnitt Teil der Rede de Viação Paraná-Santa Catarina wurde. Sie ist heute in Sengés stillgelegt. Zu dieser Zeit wurde ein Sägewerk errichtet, um die beträchtliche Menge an Kiefern zu nutzen. Im Jahr 1910 wurde das staatliche Finanzamt (Coletoria Estadual) gegründet. Am 24. Dezember 1915 wurde der Polizeibezirk mit dem Namen Jaguaricatu gegründet, der zum Munizip Jaguariaíva gehörte.

### Revolution 1930
Da Sengés an der Grenze zwischen den Bundesstaaten Paraná und São Paulo liegt und von der einzigen guten Verkehrsverbindung durchschnitten wurde, die den Süden mit São Paulo verband, wurde es in der Revolution von 1930 unter Führung von Getúlio Dornelles Vargas zum Schauplatz blutiger Kämpfe.
Am Abend des 10. Oktober 1930 traf eine Patrouille von 10 Kavalleristen des 15. Kavallerie-Bataillons von Curitiba in Jaguaricatu ein. Zwei Bürger fragten die Patrouille nach Neuigkeiten über die revolutionäre Bewegung. Insbesondere war von Interesse, wie sich die Bevölkerung verhalten soll. Sie erhielten zur Antwort, dass sich die revolutionären Truppen aus Rio Grande do Sul und Curitiba bereits auf die Stadt zubewegten und es nur zu einem Kampf kommen würde, wenn Regierungsverbände aus dem Staat São Paulo angriffen. Am nächsten Tag kam tatsächlich ein Zug aus São Paulo mit bewaffneten Truppen in das Dorf und wurde bei der Einfahrt von den revolutionären Truppen mit Gewehrschüssen empfangen. Der Zug kehrte sofort um, und die Bevölkerung begann, das Dorf zu verlassen.
Innerhalb von ein oder zwei Tagen trafen die Truppen aus Curitiba und aus Ponta Grossa ein. Sie verschanzten sich und hoben vor allem in der Nähe des Bahnhofs Schützengräben aus. Die Bundestruppen aus São Paulo kamen fast zeitgleich an und verschanzten sich auf einem der höchsten Punkte der Stadt, direkt über dem Busbahnhof. Ein Flugzeug, bekannt als Vermelhinho Paulista (deutsch: kleiner roter Paulist) griff das Dorf mehrmals an und warf an vielen Stellen Bomben ab, wodurch die noch im Ort verbliebene Bevölkerung in Angst und Schrecken versetzt wurde.
Es kam zu blutigen Gefechten, von denen eines der schlimmsten am 23. Oktober 1930 stattfand, als Oberst Izaltino Pinho fiel, der Befehlshaber des Dreizehnten Infanterieregiments von Ponta Grossa war. Der Tempel der presbyterianischen Kirche wurde in ein Notfallkrankenhaus umgewandelt. Hier erhielten die Verwundeten erste Hilfe, bevor sie in die etwa 130 km entfernte Stadt Castro gebracht wurden. Am nächsten Tag war die Revolution in Jaguaricatu beendet und die Truppen zogen aus der Stadt ab, wobei sie eine Spur der Verwüstung hinterließen.

### Wirtschaftlicher Aufschwung
Die Bewohner bauten wieder auf, was der Krieg zerstört hatte. Am 1. März 1934 wurde das Dorf Jaguaricatu zum Munizip erhoben und nahm den Namen Sengés an, der zu Ehren des Ingenieurs Dr. Gastão Sengés gewählt wurde.

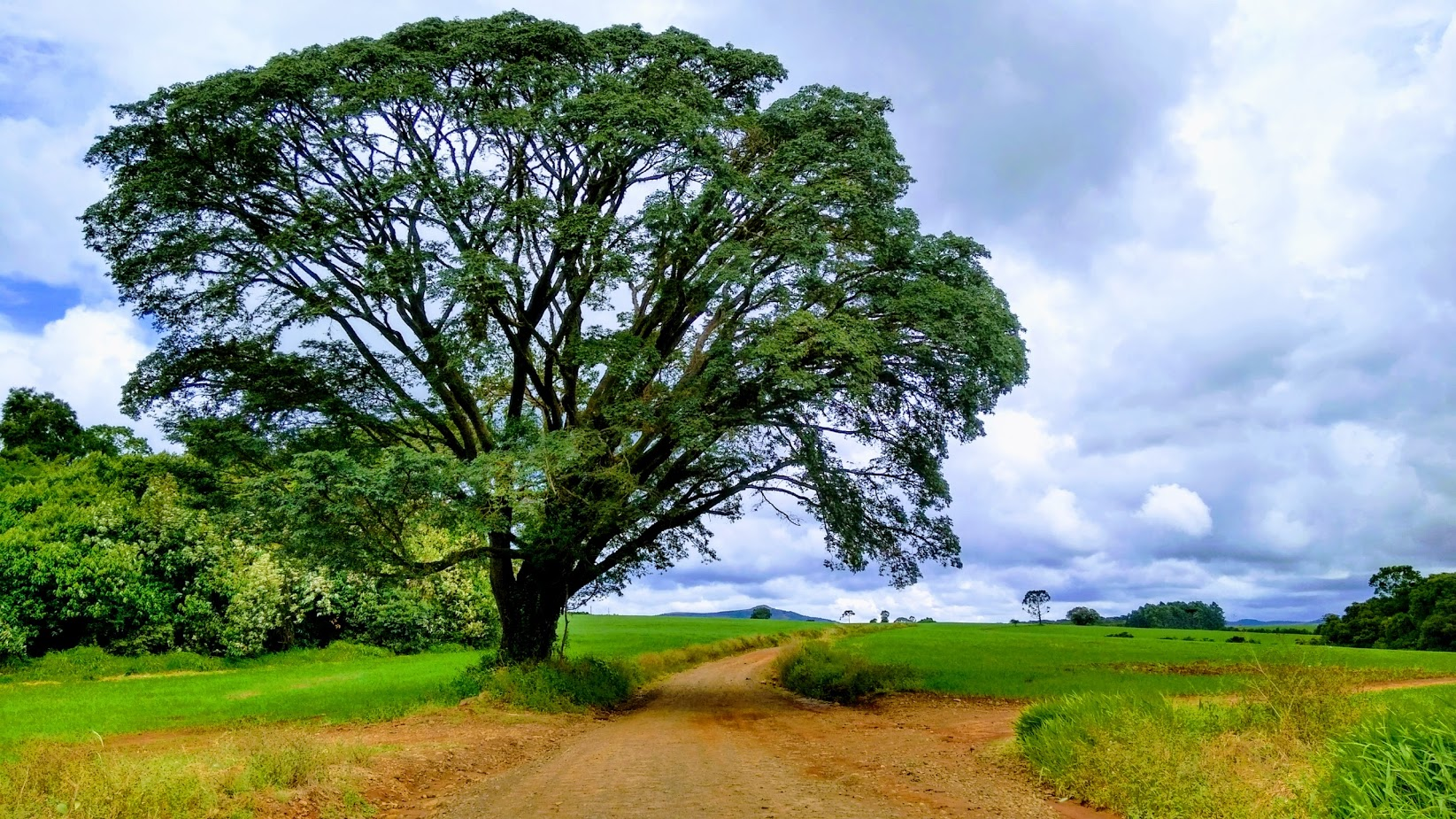
Markanter Baum an der Straße zu den Wasserfällen in Sengés

Gegenwärtig ist Sengés in der Region als Holzverarbeitungszentrum bekannt. Es zieht zahlreiche Familien an, die sich auf der Suche nach Arbeit in der Gemeinde niederlassen.

### Erhebung zum Munizip
Sengés wurde durch das Staatsgesetz Nr. 269 vom 8. Februar 1934 aus Jaguariaíva ausgegliedert und in den Rang eines Munizips erhoben. Es wurde am 1. März 1934 als Munizip installiert.

## Geografie

### Fläche und Lage
Sengés liegt auf dem Segundo Planalto Paranaense (der Zweiten oder Ponta-Grossa-Hochebene von Paraná). Seine Fläche beträgt 1441 km². Es liegt auf einer Höhe von 592 Metern.

### Geologie und Böden
Die Böden bestehen aus Geschiebemergel, Warven, Löss und Sandstein.

### Vegetation
Das Biom von Sengés ist Cerrado/Mata Atlântica.

### Klima
Das Klima ist mild sowie allgemein warm und gemäßigt. Es gibt das ganze Jahr über deutliche Niederschläge (1297 mm pro Jahr). Selbst der trockenste Monat weist noch hohe Niederschlagsmengen auf. Die Klimaklassifikation nach Köppen und Geiger lautet Cfa. Im Jahresdurchschnitt liegt die Temperatur bei 19,6 °C. Innerhalb eines Jahres gibt es 1416 mm Niederschlag.

### Gewässer
Sengés liegt im Einzugsgebiet des Paranapanema am Itararé, der die östliche Grenze des Munizips bildet. Dessen linker Nebenfluss Jaguaricatu fließt von Süden nach Norden durch das Munizip. Nördlich davon fließt der Jaguariaíva an der Grenze zum Nachbarmunizip São José da Boa Vista ebenfalls zum Itararé.

### Straßen
- Sengés liegt an der PR-151 von Ribeirão Claro an der Grenze zu São Paulo nach São Mateus do Sul an der Grenze zu Santa Catarina.
- Mit Itararé im Staat São Paulo ist es über die PR-239 verbunden.

### Eisenbahnen
- Ramal de Pinhalzinho (im Süden des Munizips), Teil des Tronco Principal Sul der Rede Ferroviária Federal von Itararé nach Ponta Grossa[7]

### Nachbarmunizipien
| São José da Boa Vista |                                             |                             |
|                       | Kompassrose, die auf Nachbargemeinden zeigt | Itararé (SP)                |
| Jaguariaíva           | Doutor Ulysses                              | Bom Sucesso de Itararé (SP) |

## Stadtverwaltung
Bürgermeister: Nelson Ferreira Ramos, PSD (2021–2024)
Vizebürgermeister: Luiz Carlos Giovanetti, PSB (2021–2024)

## Demografie

### Bevölkerungsentwicklung
| Jahr | Einwohner | Stadt | Land |
| ---- | --------- | ----- | ---- |
| 1940 | 8.915     | 10 %  | 90 % |
| 1950 | 8.974     | 11 %  | 89 % |
| 1960 | 9.008     | 13 %  | 87 % |
| 1970 | 11.754    | 16 %  | 84 % |
| 1980 | 13.566    | 29 %  | 71 % |
| 1991 | 14.995    | 55 %  | 45 % |
| 2000 | 17.778    | 75 %  | 25 % |
| 2010 | 18.414    | 82 %  | 18 % |
| 2022 | 17.270    |       |      |

Quelle: IBGE (2011) und Volkszählung 2022

### Ethnische Zusammensetzung
| Gruppe * | 1991    | 2000    | 2010    | wer sich als …                                                                   |
| --- | ------- | ------- | ------- | -------------------------------------------------------------------------------- |
| Weiße | 82,2 %  | 77,5 %  | 68,5 %  | weiß bezeichnet                                                                  |
| Schwarze | 2,1 %   | 1,4 %   | 2,7 %   | schwarz bezeichnet                                                               |
| Gelbe | 0,2 %   | 0,0 %   | 0,4 %   | von fernöstlicher Herkunft wie japanisch, chinesisch, koreanisch etc. bezeichnet |
| Braune | 15,4 %  | 20,7 %  | 28,1 %  | braun oder als Mischung aus mehreren Gruppen bezeichnet                          |
| Indigene | 0,0 %   | 0,1 %   | 0,3 %   | Ureinwohner oder Indio bezeichnet                                                |
| ohne Angabe | 0,0 %   | 0,3 %   | 0,0 %   |                                                                                  |
| Gesamt | 100,0 % | 100,0 % | 100,0 % |                                                                                  |
| *) Das IBGE verwendet für Volkszählungen ausschließlich diese fünf Gruppen. Es verzichtet bewusst auf Erläuterungen. Die Zugehörigkeit wird vom Einwohner selbst festgelegt. |         |         |         |                                                                                  |

Quelle: IBGE (Stand: 1991, 2000 und 2010)